# Orso II. Particiaco
Orso II. Particiaco oder Ursus II. Particiacus, später auch Partecipazio, auch Orso II. Badoer (* 2. Hälfte 9. Jahrhundert; † nach 932 in Ammiana), war nach der staatlich gesteuerten historiographischen Tradition der 18. Doge von Venedig. Über seine Regierungszeit, die Jahre von 912 bis 932, ist wenig bekannt.
Sein Sohn Petrus wurde auf der Rückreise von Konstantinopel ausgeraubt und an Zar Simeon von Bulgarien ausgeliefert, der ihn, wohl gegen Lösegeld, wieder freiließ. Mit zwei der nachkarolingischen Herrscher kam es zu Erneuerungen der bis in die Zeit Karls des Großen zurückreichenden Handelsprivilegien. In einem Fall wurde Venedig das Recht eingeräumt, eigene Münzen zu prägen. Mangels gegenteiliger Nachrichten gelten die Jahre 912 bis 932 als ungewöhnlich friedlich, bei einigen Historikern als Jahre friedlicher wirtschaftlicher Expansion.

## Familie, Verhältnis zwischen Particiaco und Badoer
Die Particiaco gehörten zu den mächtigsten und einflussreichsten tribunizischen Familien Venedigs. Zusammen mit den Candiano und den Orseolo war es die Familie Particiaco-Badoer, die nach traditioneller Betrachtung von 810 bis zur Verfassungsreform von 1172 die meisten Dogen Venedigs stellte. Der erste Doge eines von Byzanz de facto unabhängigen Venedig war Agnello Particiaco (810–827), ihm folgten seine Söhne Giustiniano und Giovanni (829–836). Nach der fast dreißigjährigen Regierung Pietro Tradonicos kehrten die Particiaco mit Orso I. auf den Dogenthron zurück. Ihm folgte sein Sohn Giovanni II. Als letzter Particiaco, bzw. Partecipazio, so die spätere Geschichtsschreibung, kam sieben Jahre nach dem Tod Orsos II. dessen Sohn Pietro Badoer (939–942) aus einem Seitenzweig der Familie Particiaco auf den Dogenthron. Außerdem gingen mehrere Bischöfe und Patriarchen aus den Familien der Particiaco und der Badoer hervor.
Die Zugehörigkeit zu den Particiaco wird in der Chronik des Johannes Diaconus behauptet, der etwa 80 Jahre nach dem Tod des Dogen schrieb. Das Chronicon Altinate gibt ihm den Beinamen Paureta. Johannes Diaconus nennt ihn als Vater des Pietro Badoer, der von 939 bis 942 herrschte, das Chronicon Altinate identifiziert die Badoer mit den Particiaco. Als eher schwacher Hinweis auf eine Gleichsetzung gilt Badoer der Bruder Giovannis II. Particiaco, der vor 886 starb, nachdem er bei seiner Gefangennahme durch den Grafen Marino von Comacchio schwer verletzt worden war. Unter der Annahme, dass dieser Badoer der Vater Orsos II. war, könnte dessen Sohn als Cognomen den Taufnamen des Großvaters übernommen haben.

## Dogenamt

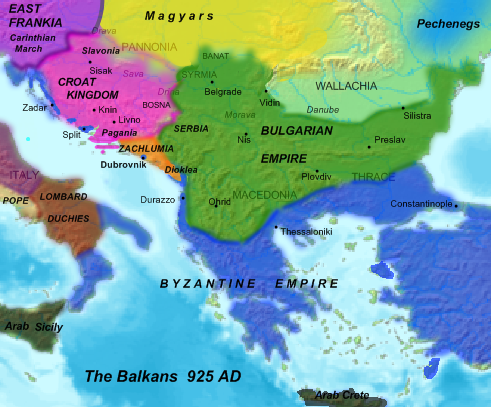
Das Bulgarenreich zur Zeit Simeons I. um 925

Ursus wurde erst mehrere Monate nach dem Tod seines Vorgängers von der Volksversammlung zum Dogen gewählt. Kurz nach der Wahl schickte er seinen Sohn Petrus nach Konstantinopel zu Kaiser Leo VI., der dem Dogensohn, wie seit geraumer Zeit Usus, den Titel eines Protospatharios verlieh. Auf der Rückreise fiel Petrus – wohl 911 oder 912 – in die Hände des Herrschers von Zahumlje (Herzegovina) Michael, eigentlich Mihailo Višević, der ihn an den bulgarischen Zaren Simeon auslieferte, mit dem er gegen Byzanz verbündet war. Dieser ließ den Dogensohn gegen Lösegeld wieder frei. Später erschien der Freigelassene in einer diplomatischen Mission unter Führung Domenicos, des zukünftigen Bischofs von Metamaucum (häufig und fälschlich mit Malamocco bezeichnet).
Ursus hielt zwar Venedig eher im Einflusskreis Konstantinopels, unterhielt aber auch gute Beziehungen zum Regnum Italicum. Dieses war das bedeutendste Einfallstor für venezianische Waren aus dem Orient. 924 verlieh Rudolf II., König von Burgund und Italien, Venedig das Recht, Münzen zu schlagen. Eine Delegation reiste nach Pavia an den Hof Rudolfs und erhielt am 28. Februar 925 ein weiteres Mal eine Erneuerung der Privilegien, die zuletzt 891 bestätigt worden waren. Am 26. Februar 927 erreichte die venezianische Diplomatie eine solche Bestätigung auch von Hugo von der Provence, der 926 König von Italien geworden war. Bei jeder dieser Erneuerungen, meist anlässlich eines Herrscherwechsels, erlangten die Venezianer  günstigere Klauseln, konstatierte zuletzt Marco Pozza.
931 dankte Ursus ab und zog sich in das Kloster Santi Felice e Fortunato auf La Salina zurück (auch Santi Felice e Fortunato di Ammiana), das zu dieser Zeit noch ein Teil der später versunkenen Stadt Ammiana war. Dort, im Norden der Lagune von Venedig, starb der Doge zu einem unbekannten Zeitpunkt. Er wurde auch in der Stadt begraben. Die Ursache für seinen Rücktritt ist nicht bekannt, doch ein Hinweis auf interne Konflikte könnte sein, dass sein Nachfolger Pietro II. Candiano eine deutlich aggressivere Außenpolitik betrieb.

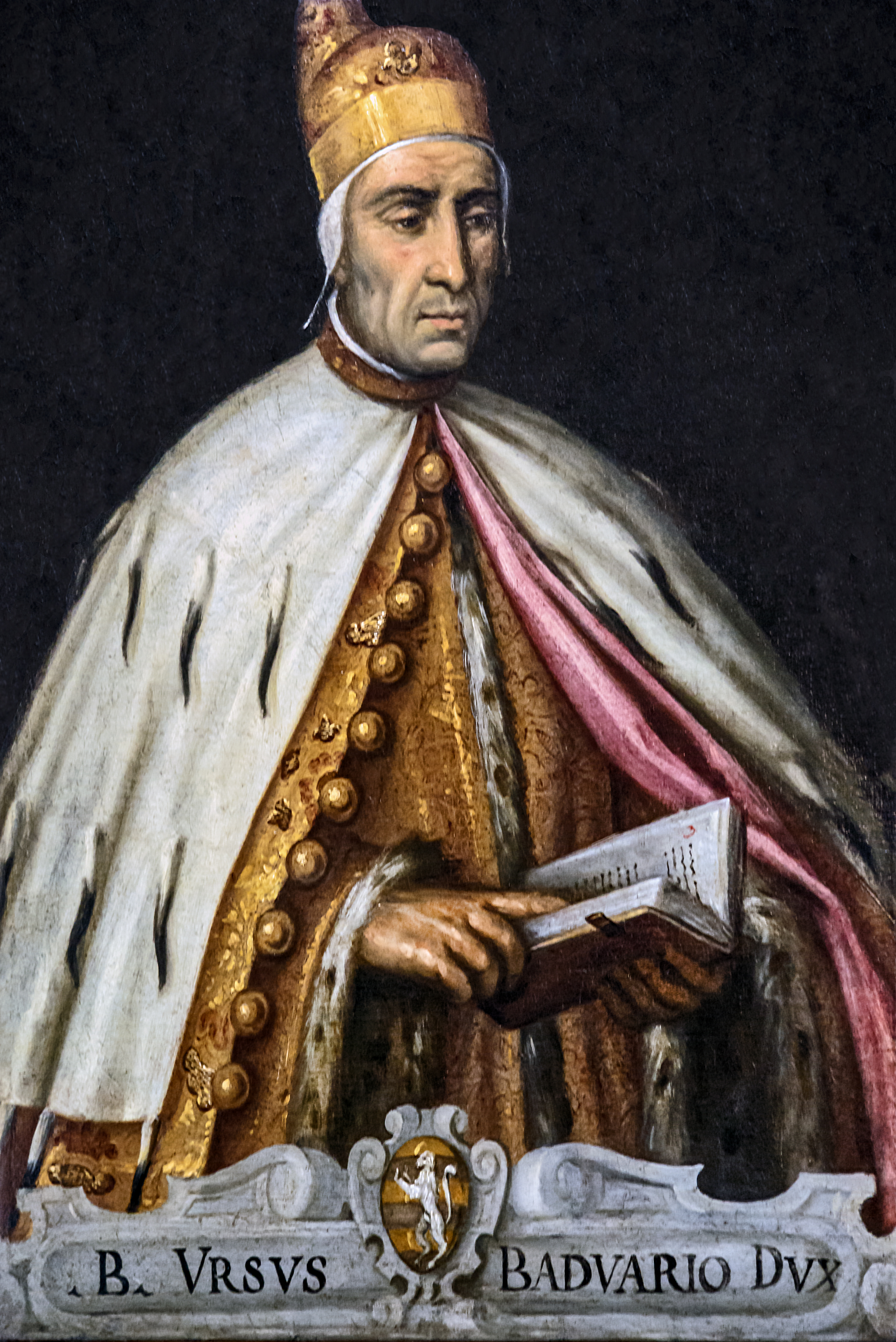
„B. Vrsvs Badvario Dux“, Öl auf Leinwand, 100 mal 74 cm, um 1622, Madonna dell’Orto, Kapelle S. Mauro

Nach seinem Tod wurde er von den Venezianern als Seliger verehrt – daher beatus –, der Kult wurde aber von der Kirche nicht anerkannt. In der Capella S. Mauro der Kirche Madonna dell’Orto erinnert ein Idealporträt an den Dogen, dessen Aussehen unbekannt ist. 
Jener freigekaufte Dogensohn Pietro Badoer oder Petrus Badoarius wurde 939 selbst Doge. Wenig ist über ihn bekannt, ähnlich wie über seinen Vater. Er verfolgte vermutlich eine friedliche Außenpolitik, während sein Nachfolger abermals ein Doge aus dem Hause Candiano wurde.

## Rezeption

### Bis gegen Ende der Republik Venedig
Für das Venedig des 14. Jahrhunderts war die Deutung, die man der Herrschaft des zweiten Ursus gab, in mehrerlei Hinsicht von symbolischer Bedeutung. Das Augenmerk der Chronik des Andrea Dandolo repräsentiert in vollendeter Form die Auffassungen der längst fest etablierten politischen Führungsgremien, die vor allem seit diesem Dogen die Geschichtsschreibung steuerten. Dabei standen die Fragen nach der politischen Unabhängigkeit zwischen den sich zersetzenden Kaiserreichen, des Rechts aus eigener Wurzel, mithin der Herleitung und Legitimation ihres territorialen und Seeherrschafts-Anspruches, stets im Mittelpunkt, denn Venedig war in dieser Zeit gezwungen, ausgesprochen eigenständig in einer politisch zersplitterten Umgebung zu agieren. Dabei spielte der Kampf zwischen Bulgarien und Byzanz eine wesentliche Rolle, aber auch das Verhältnis zu den Reichen, die in Italien entstanden waren. Dabei wissen die Chronisten über Ursus besonders wenig zu berichten.

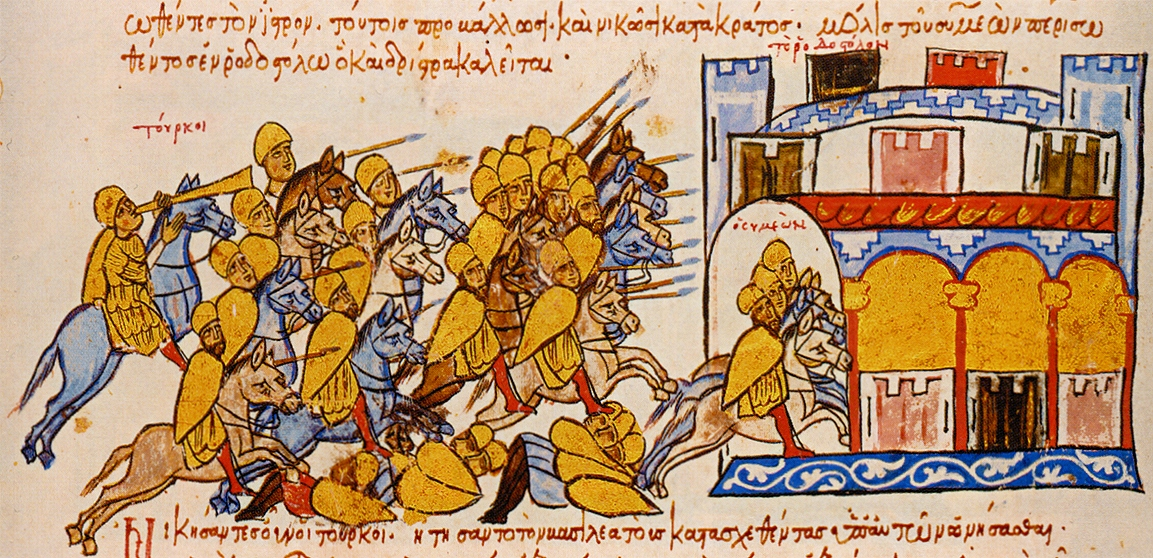
Der bulgarische Zar Simeon, verfolgt von Ungarn, nimmt Zuflucht in Silistra, Bilderhandschrift des Skylitzes, ursprünglich in den 1070er Jahren angefertigt; illustrierte Kopie von etwa 1150 bis 1175, entstanden im Umkreis des normannischen Königshofs in Palermo, Biblioteca Nacional de España in Madrid, fol. 108v

Die älteste volkssprachliche Chronik, die Cronica di Venexia detta di Enrico Dandolo aus dem späten 14. Jahrhundert, stellt die Vorgänge ebenso wie Andrea Dandolo auf einer in dieser Zeit längst geläufigen, von Einzelpersonen dominierten Ebene dar, was den Dogen noch einmal größere Macht zuwies. Dabei bleiben die Entscheidungsfindungsprozesse allerdings im Dunkeln. Nach dieser Chronik schickte „Orso Badoer“ – die Abstammung der Badoer von den Particiaco hatte sich gleichfalls bereits etabliert – seinen Sohn Piero nach Konstantinopel, wo er „honorificentie et dignitade grandissime“ erhielt, also bedeutendste Ehrungen und Würden. Auf dem Rückweg jedoch wurde er von „Michiel bam, overo duxe“ „frauodolentemente“ gefangengesetzt und mitsamt seiner „bando“ – wohl seiner Begleitung – an den Bulgarenherrscher Simeon ausgeliefert. In dieser Chronik gelang dem Dogensohn die Flucht. Ansonsten berichtet die Chronik nichts über die Amtszeit des Dogen, außer, dass er 19 Jahr geherrscht hat, und wo er beigesetzt wurde.
Äußerst knapp berichtet auch Pietro Marcello. Er führte 1502 in seinem später ins Volgare unter dem Titel Vite de'prencipi di Vinegia übersetzten Werk den Dogen im Abschnitt „Orso Badoero, Doge XVII.“ Er herrschte dort ab „DCCCCIX“, also ab 909. Marcello berichtet nur von der Gefangennahme des Dogensohnes und vom Rückzug Orsos ins Kloster im 11. Jahr seiner Herrschaft. Den Kroaten, der Pietro gefangen nahm, nennt er nicht beim Namen, sondern tituliert ihn nur mit „un certo Signorotto di Dalmatia“.
Das Geschichtswerk des Gian Giacomo Caroldo, das er 1532 abschloss, berichtet vom neuen Dogen „Orso Badoaro 2°“ auch nur wenig, sondern erzählt zunächst verhältnismäßig ausführlich von der Gefangennahme seines Sohnes „Pietro“. „Per gratificarsi il Greco Imperatore“ schickte Orso seinen Sohn nach Konstantinopel, wo er neben Ehren und Geschenken auch den Titel eines Protospatharios erhielt, eines Schwertträgers. An der Grenze nach Kroatien wurde er gefangen genommen und nach Bulgarien verbracht. Um Pietro aus den Händen des bulgarischen Herrschers zu befreien, schickte Orso „Dominico Archidiacono di Malamocho“ mit vielen Geschenken an den Hof. Er erreichte die Freilassung und wurde nach der Rückkehr ‚als Ausgleich für seine Anstrengungen und seine sorgsame Vorgehensweise‘ zum Bischof von Malamocco erhoben. Dies geschah allerdings gegen seinen Willen. Er habe fortan mit seiner Familie in „castità“ (‚Keuschheit‘) gelebt. Schließlich sei er von seinem Amt zurückgetreten und nach Jerusalem gegangen. Unter dem Vorwand, die Chioggioten würden ihren Verpflichtungen nicht so zügig nachkommen, wie sie es sollten, „contro loro fece qualche innovatione“. Worin diese „innovatione“ bestand, führt der Chronist nicht aus. Doch der Blick in die Privilegien und auch der Wille des Dogen, sie zu beruhigen, führte wohl zu einer Erneuerung ihrer Vorrechte. Als König Hugo sich 927 in Pavia aufhielt, sandte Ursus „Ambassatori, Ioanni Flabanico et Stephano Caloprino“ dorthin, die die Erneuerung der früheren Privilegien erreichten. Der Doge, „poco prezzando le cose mondane“, zog sich aus dem ‚wenig geschätzten weltlichen Leben‘ nach 20 Jahren der Herrschaft zurück und ging als Mönch nach „San Felice d’i Mani“, das einst in Ammiana unter dem Namen „San Stephano“ bestanden hatte. Dort wurde er auch beigesetzt. Caroldo meint, Orso sei „di singular ingegno et religione, amator di giustitia, elemosinario et pieno di virtuosi costumi“ gewesen.
In der 1574 erschienenen Chronica das ist Warhaffte eigentliche vnd kurtze Beschreibung, aller Hertzogen zu Venedig Leben des Frankfurter Juristen Heinrich Kellner, die auf Marcello aufbauend die venezianische Chronistik im deutschen Sprachraum bekannt machte, ist „Orsus Badoer der Siebentzehende Hertzog“. Kellner nennt als Gründe für die Wahl des neuen Dogen „im jar 909“ seine „Frombkeit / Redligkeit und Güte“. Sein Sohn wurde zum Kaiser nach Konstantinopel „geschickt/und von im zu Ritter geschlagen / und mit vielen Geschencken begabet.“ Doch auf der Rückreise wurde er von „einem Herrn in Dalmatia gefangen/im all sein Geschenck genommen / und er in Misiam verbannet.“ Der Doge trat „im elfften jar seines Regiments“ von seinem Amt zurück, „ward ein Munch/und bracht das ubrig seines Lebens im Kloster zu S.Felice zu.“

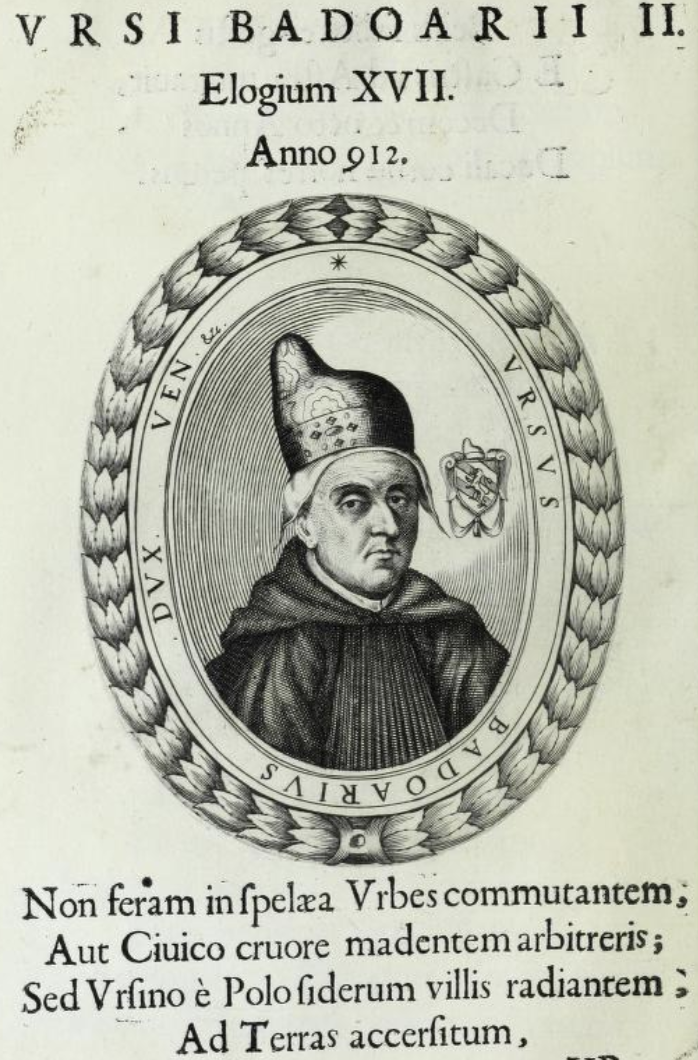
Leone Matina: Phantasieporträt des Dogen in der wohl ersten gedruckten Porträtserie aller bis dahin anerkannten Dogen, dem Ducalis regiae lararium von 1659

In der Übersetzung von Alessandro Maria Vianolis Historia Veneta, die 1686 in Nürnberg unter dem Titel Der Venetianischen Hertzogen Leben / Regierung, und Absterben / Von dem Ersten Paulutio Anafesto an / biss auf den itzt-regierenden Marcum Antonium Justiniani erschien, wird der Doge „Ursus II. Badoarius, der Achtzehende Hertzog“ genannt. Vianoli, der den Dogen als „überaus tapffere[n] Fürst[en]“, als „überaus fromm“ usw. beschreibt, berichtet über die Gefangennahme „seines Sohnes Petri“, wie er von „Michaele Ban“ „als ein Sclav an Simon den König aus Misien verehrt worden“ und wie er „durch Hülffe eines Ertz-Caplans von Malamocco dessen Händen wiederum entgangen/und auf freyen Fuß gestellt worden ist“ (S. 122). Dann zählt er auf, welche Kirchen in dieser Zeit errichtet worden seien. „Ja der Hertzog selbsten […] übergabe das Hertzogthum / nahme die geistliche Kleidung an / ward ein Münch / und brachte die übrige Zeit seines Lebens in dem Kloster zu S. Felice […] in größter Glückseligkeit und Andacht zu.“ Sein Nachfolger „Petrus II. Candianus“ wurde 932 gewählt.
1687 schrieb Jacob von Sandrart in seinem Werk Kurtze und vermehrte Beschreibung Von Dem Ursprung / Aufnehmen / Gebiete / und Regierung der Weltberühmten Republick Venedig noch lakonischer als schon über den Vorgänger des Dogen: „Im Jahr 909. (XVII.) Ursus Badoarius, welcher eilff Jahr wohl regierte. Endlich aber danckte er freywillig ab und gieng in ein Kloster/wiewohl andere schreiben / daß er Bischoff von Venedig worden.“

### Historisch-kritische Darstellungen

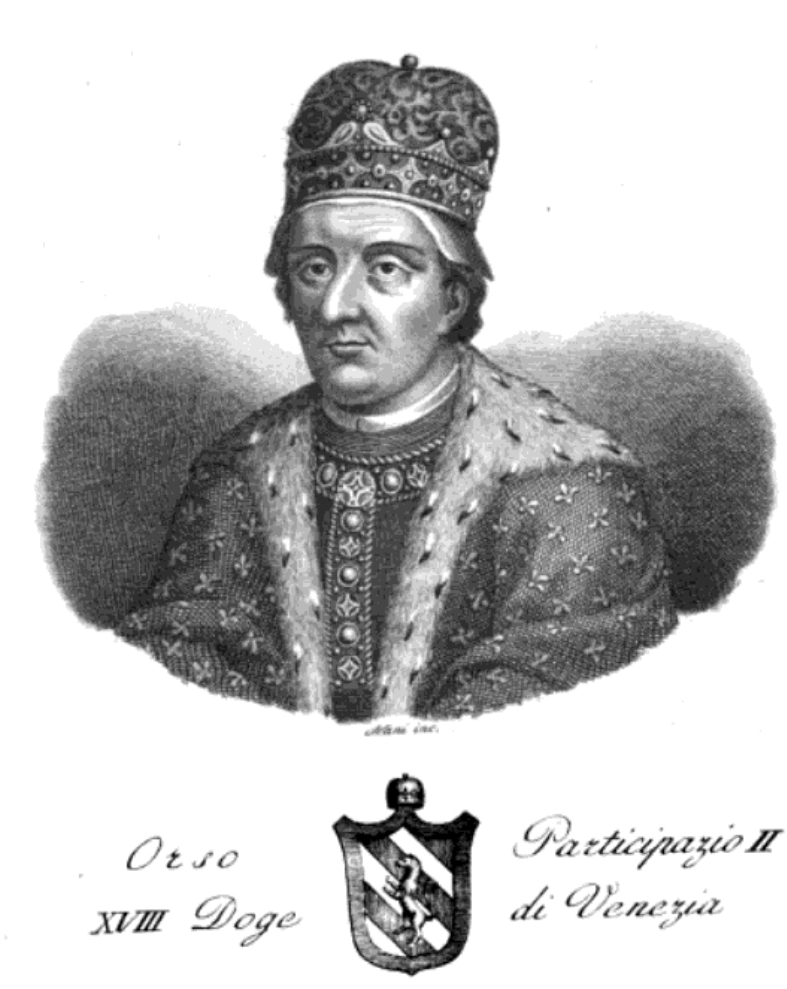
Phantasiedarstellung des Dogen „Orso Participazio II“ aus den frühen 1830er Jahren, Antonio Nani: Serie dei Dogi di Venezia intagliati in rame da Antonio Nani. Giuntevi alcuni notizie biografiche estese da diversi, Bd. 1, Merlo, Venedig 1840, o. S. (Google Books)

Nach Johann Friedrich LeBret, der ab 1769 seine vierbändige Staatsgeschichte der Republik Venedig veröffentlichte, hatte das „venetianische Volk“ „eine solche Hochachtung gegen das badoerische Haus, daß es nach dem Tode des Tribuns wieder einen Participatier auf den Thron erhob“. Es fürchtete zugleich keine Übermacht der Familie, denn der Doge war „bescheiden, schützete die Gerechtigkeit, war mildthätig gegen die Armen, […] brachte aber enen gewissen Hang zur Religion mit auf den Thron, der sich besser für einen Mönch, als einen Fürsten geschickt hätte, und der auch endlich den Fürsten bestimmte, den Fürstenmantel mit der Mönchskutte zu vertauschen.“ Dann schildert er, wie der Doge seinen Sohn „nach der Gewohnheit der venetianischen Fürsten“ nach Konstantinopel schickte, wie er aber – entgegen der Gewohnheit der Particiaco-Familie – seinen Sohn nach der Dogenwahl nicht zum Mitdogen erhob, wohl aus Misstrauen. Als die Kroaten Pietro gefangen nahmen, schickte er ihn, „um den Fürsten der Venetianer desto mehr zu kränken“, nach Bulgarien. LeBret behauptete schließlich, dass Pietro durch „Dominicus, einen Archidiakonus von Malamocco“, „durch eine große Summe Geldes“ befreit worden sei. Dabei galt nach LeBret: „Der Charakter der Italiener bleibt sich immer gleich. Alle Dinge haben bey ihnen so vielen Werth, als sie Geld dafür bekommen können“ (S. 189), wobei er dies mit scharfer Kritik an der Kurie seiner Gegenwart verbindet. Auch erwähnt er die Vertragsbestätigungen mit Berengar und Rudolf. Insgesamt habe der friedfertige Doge „sein Volk glücklich gemacht“, er „erweiterte die Handlung, und verschaffete ohne das Geräusch der Waffen seinem Volke die wesentlichsten Vortheile“. „Aber alle Reichthümer waren in den Händen einiger adelichen Häuser, welche die Schifffahrt am meisten getrieben hatten“.
Deutlich weniger ausführlich, geradezu lakonisch schildert Samuele Romanin 1853 im ersten der zehn Bände seiner Storia documentata di Venezia die friedliche Herrschaft Ursus' II., auf dessen angeblichen Charakter er dabei nur am Rande eingeht. Stattdessen diskutiert er ausführlich das in späterer Zeit mehrfach bestätigte Privileg für Chioggia, das er ins Jahr 919, also in die Herrschaftszeit des Dogen Ursus datiert, nicht wie üblich in die seines Vorgängers – wobei er durch eine große Zahl von Konjekturen erklärt, warum dort chronologisch unpassende Namen auftauchen (das Dokument ist nur in Abschriften erhalten), ja, sogar ein sonst nirgendwo erwähnter Doge namens Dominicus erscheint. Bei der Gefangennahme des Dogensohnes Pietro könnte, so Romanin, der Bulgarenzar ‚vielleicht‘ ein Motiv für eine Feindschaft gegen Venedig besessen haben. Jedenfalls behauptet auch Romanin, Pietro sei gegen eine „grossa somma“ freigekauft worden. Der Doge, der alles getan habe, um Venedig reicher zu machen, habe einen großen Teil seines Vermögens als milde Gaben eingesetzt. An Rudolfs Hof in Pavia habe der Doge 924 den inzwischen zum Bischof von Malamocco erhobenen Domenico, der schon die Freilassung des Dogensohnes erwirkt hatte, dazu Stefano Coloprino, entsandt. Die Unterhändler erreichten die inzwischen übliche Bestätigung der venezianischen Privilegien, wobei das Ripaticum nicht mehr auftaucht, eine Abgabe für das Anlanden der Schiffe – ganz im Gegensatz zum Vertrag mit Hugo von der Provence, wo es wieder erscheint. Doch gestattete der Vertrag mit Rudolf der Republik Venedig erstmals, eigene Münzen zu prägen. Romanin nimmt an, dass es Hinweise auf eine Zecca bereits unter Karl dem Großen gegeben habe (S. 224 f.), ähnlich wie das Pactum Lotharii von 840 bereits „libras veneticorum“ kannte. Geprägt wurden in dieser Zeit ausschließlich kaiserliche Münzen mit der Aufschrift „Venecias“. Der Brauch, auswärtige Münzen in Venedig zu prägen, wurde tatsächlich erst 1356 durch den Großen Rat untersagt (S. 226). Schließlich berichtet der Autor knapp, Orso II. sei ins Kloster San Felice di Ammiana gegangen, ein Kloster, das erst 32 Jahre zuvor gegründet worden sei, nämlich von Mönchen, die aus Santo Stefano d’Altino vor den Ungarn geflohen waren, die im Jahr 900 die Städte rund um die Lagune geplündert hatten.
August Friedrich Gfrörer († 1861) nimmt in seiner, erst elf Jahre nach seinem Tod erschienenen Geschichte Venedigs von seiner Gründung bis zum Jahre 1084 an, dass Byzanz nach wie vor größten Einfluss in der Lagune ausübte, was sich darin widerspiegle, dass, wie Andrea Dandolo schreibt, der Doge nur „bestätigt“ worden sei. Für den Autor konnte eine solche Bestätigung nur aus Konstantinopel erfolgen. Gfrörer ist sich sicher, dass die Aufenthalte der Dogensöhne, auch derjenige Pietros, nur dazu eingesetzt wurden, „als Geißeln der Treue ihrer Väter zu dienen, und in die Schule genommen zu werden“. Nach dem Autor fiel „Peter“ „in die Hände slawischer Seeräuber“, „die ihn an Simeon, der ein Feind des Vaters gewesen zu sein scheint, ablieferten.“ Gfrörer stellt mit Blick auf Ursus fest, Johannes Diaconus „gehe mit wenigen Linien über ihn weg“, und Andrea Dandolos Chronik kenne nur drei politische Handlungen, „obgleich er 20 Jahre lang Doge war“. So nennt er die Privilegienverlängerungen Rudolfs und Hugos, bestätigt in den Urkunden vom 28. Februar 924 und vom 26. Februar 927. Gfrörer äußert die Vermutung, dass die dritte politische Handlung, das Privileg für Chioggia, dazu diente, dessen Loyalität, die eines „Unterthanenlandes“, auf sein Haus und weg von den Tribuni zu ziehen, die ein früheres Privileg ausgestellt hatten, auf das sich Chioggia berufen hatte. Er sieht dabei eine Parallele zu Poveglia, wo dereinst „die Leibwächter des Dogen Peters Trandonico angesiedelt“ worden waren. Den Rückzug des Dogen ins Kloster schließlich, und den für ihn gleichzeitigen Rücktritt des jüngeren Dominicus (nicht des älteren, des Archidiakons, dem die Befreiung des Dogensohnes gelungen war, und der schließlich zum Bischof von Malamocco ernannt worden war), eines verheirateten Laien, von seinem Bischofsamt, einschließlich der Pilgerfahrt nach Jerusalem, deutet Gfrörer als „Buße für begangene Missethat“ (S. 229). Eine ansonsten nur bei Gfrörer existente „katholische Partei“ habe „die Schmach des einem Laien übertragenen Episkopats auszutilgen“ verstanden.
Pietro Pinton, der Gfrörers Werk im Archivio Veneto in den Jahresbänden XII bis XVI übersetzte und annotierte, korrigierte dessen Vorstellung von einem Interregnum zu Anfang der Regierungszeit Orsos II. Seine eigene Darstellung erschien erst 1883, gleichfalls im Archivio Veneto. Sie gelangte zu stark abweichenden, weniger spekulativen Ergebnissen. Anhand eines Dokuments vom 14. Januar 932 widerlegt Pinton Gfrörers Annahme eines längeren Interregnums nach Pietro Tribuno, aus dem der Österreicher harte Konflikte abgeleitet hatte, weil sich dieses durch Nachberechnung der Herrschaftsjahre auf wenige Monate reduziere. Auch die angebliche kaiserliche Anerkennung, die Gfrörer aus Dandolos „laudatur dux“ ableiten zu können glaubte, widerlegen die Annalen, in denen kein „essere confermato“, sondern nur ein „acclamato“ erscheint, wie Pinton erweist. Für Pinton reisten die Dogensöhne gerade nicht an den Hof in Konstantinopel, um vorrangig dem Kaiser Reverenz zu erweisen, und um große Geschenke und Titel zu erhalten, oder, wie Gfrörer behauptet, sich dort als Geiseln einzufinden, mit denen Byzanz die Dogen kontrollierte, sondern vor allem, um die Handelsprivilegien zu erneuern. Die von Gfrörer als Beleg angeführte zweijährige Aufenthaltsdauer des Sohnes des Dogen Pietro II. Candiano bei Hof erscheint beim älteren Chronisten Johannes Diaconus nach der Expedition gegen Comacchio und nach dem Tod des Bischofs Domenico Orciano von Olivolo, also um 934. Damit ist auch dieser lange Aufenthalt auf wenige Wochen oder Monate reduziert. Schließlich widerlegt er die Annahmen Gfrörers zum Übergang des Abhängigkeitsverhältnisses der Chioggioten zum Dogenhaus. Dabei ist die Situation mit der von Poveglia nicht vergleichbar, denn ihre Pflichten hingen am Bistum von Malamocco, dem einstigen Sitz des Dogen.
1861 hatte Francesco Zanotto in seinem Il Palazzo ducale di Venezia, worin er der Volksversammlung erheblich mehr Einfluss einräumte, berichtet, dass der Doge auch als dritter seines Namens gezählt werde, denn Giovanni II. habe einen Mitdogen dieses Namens gehabt. Dieser regierte jedoch nie allein. Wie Pietro Pinton, so nahm auch dieser Autor an, dass der Dogensohn vor allem wegen der Bestätigung der Handelsprivilegien nach Konstantinopel reiste. Dass der Dogensohn wegen der mitgeführten kaiserlichen Geschenke ausgeraubt und an Simeon ausgeliefert wurde, erscheint dem Verfasser klar, doch das Motiv des Bulgarenzaren bleibt unklar, wie die Historiker anführen. Gegen viel Gold wurde er jedenfalls freigekauft. Ob es allerdings nur „die Friedensliebe“ war, die den Dogen von einer „vendetta“ abhielt, lässt sich aus den Quellen nicht belegen. Auch die Verträge von 924 und 927 hatten dort angeblich ihren Ausgangspunkt. Immerhin erwähnt Zanotto das Münzprägerecht. Ins Kloster zurückgezogen starb der Doge ‚wenig später‘.
Für Emmanuele Antonio Cicogna wurde im ersten, 1867 erschienenen Band seiner Storia dei Dogi di Venezia der 18. Doge, ebenso wie bei Zanotto erwähnt, von einigen Historikern als dritter seines Namens gezählt. Für ihn kehrte der Dogensohn über Land aus Konstantinopel zurück, wo er ausgeraubt und gefangen genommen wurde. Auch bei ihm wurde die Freilassung Pietros am Hof Zar Simeons mittels Gold erreicht. Der Unterhändler, jener Archidiakon Dominicus, inzwischen Bischof von Olivolo, erreichte – einmal in Begleitung von Stefano Caloprino, dann von Domenico Flabanico – an den Höfen von Rudolf und Hugo die Erneuerung der Privilegien. Auch das Münzrecht erwähnt Cicogna. Über die Ursache des Streits mit Chioggia spekuliert Cicogna allerdings nicht. Bei ihm ging der Doge aus Altersgründen ins Kloster und starb in Ammiana im Ruf der Heiligkeit („odore di santità“).
Heinrich Kretschmayr skizzierte die Herrschaftszeit des Dogen „Petrus Candianus II.“ nur extrem knapp als „eine Ära des Friedens, eine Periode wertvoller innerer Sammlung.“
In seiner History of Venice, in mehreren Auflagen zwischen 1977 und 2011 aufgelegt, bieten die friedlichen Dogate des Pietro Tribuno und Orsos II. für John Julius Norwich kaum Anlass für wenige Zeilen. Der Autor betont allerdings den – freiwilligen – Rücktritt des Dogen nach zwanzig Jahren. Für den Verfasser stellen die beiden Dogen offenbar nur das Präludium für die 44 folgenden Jahre dar, in denen die Candiani Venedig dominierten.

### Erzählende Quellen
- Luigi Andrea Berto (Hrsg.): Giovanni Diacono, Istoria Veneticorum (=Fonti per la Storia dell’Italia medievale. Storici italiani dal Cinquecento al Millecinquecento ad uso delle scuole, 2), Zanichelli, Bologna 1999 (auf Berto basierende Textedition im Archivio della Latinità Italiana del Medioevo (ALIM) der Universität Siena).
- La cronaca veneziana del diacono Giovanni, in: Giovanni Monticolo (Hrsg.): Cronache veneziane antichissime (= Fonti per la storia d'Italia [Medio Evo], IX), Rom 1890, S. 131–133, 178 („Catalogo dei dogi“) (Digitalisat).
- Roberto Cessi (Hrsg.): Origo civitatum Italiae seu Venetiarum (Chronicon Altinate et Chronicon Gradense), Rom 1933, S. 29, 118, 125 (s. Chronicon Altinate).
- Ester Pastorello (Hrsg.): Andrea Dandolo, Chronica per extensum descripta aa. 460-1280 d.C., (= Rerum Italicarum Scriptores XII,1), Nicola Zanichelli, Bologna 1938, S. 168–170 (Digitalisat, S. 168 f.)
- Roberto Cessi, Fanny Bennato (Hrsg.): Venetiarum historia vulgo Petro Iustiniano Iustiniani filio adiudicata, Venedig 1964, S. 2, 52–54.
- Alberto Limentani (Hrsg.): Martin da Canal, Les estoires de Venise. Cronaca veneziana in lingua francese dalle origini al 1275, Olschki, Florenz 1972, S. 22 f.
- Șerban V. Marin (Hrsg.): Gian Giacomo Caroldo. Istorii Veneţiene, Bd. I: De la originile Cetăţii la moartea dogelui Giacopo Tiepolo (1249), Arhivele Naţionale ale României, Bukarest 2008, S. 2, 52–54.

### Rechtsetzende Quellen, Briefe
- Capitularia regum Francorum (Monumenta Germaniae Historica, Legum sectio II, II), Hrsg.: Alfred Boretius, Victor Krause, Hannover 1897, S. 148, 150.
- Luigi Schiaparelli (Hrsg.): I diplomi italiani di Ludovico III e Rodolfo II, Rom 1910, S. 129 (Digitalisat).
- Luigi Schiaparelli (Hrsg.): I diplomi di Ugo e di Lotario, di Berengario II e di Adalberto, Rom 1924, S. 27.
- Roberto Cessi (Hrsg.): Documenti relativi alla storia di Venezia anteriori al Mille, 2 Bde., Bd. II, Padua 1942, S. 47 f.